# Leona Vidal Roberts
Leona Lucila Vidal Roberts (Punta Arenas, 1972) es una curadora, locutora de radio y política chilena emigrada a las Islas Malvinas, que se desempeña como Miembro de la Asamblea Legislativa del territorio británico de ultramar de las Islas Malvinas por la circunscripción electoral de Puerto Argentino/Stanley desde 2017.

## Biografía
Nació en la capital de la Región de Magallanes y de la Antártica Chilena, hija de Nelson Vidal y Eileen Biggs (quinta generación de malvinenses). La familia se mudó a las islas cuando tenía tres años de edad. Se naturalizó isleña en 1981 y también vivió la guerra del año siguiente. Después de asistir a la Stanley Senior School, Vidal Roberts se fue al Reino Unido para estudiar derecho periodístico en Stradbroke College en Sheffield, donde conoció a su esposo con quien tuvo tres hijos.
En 1989, se convirtió en editora asistente en el periódico malvinense Penguin News y luego, en 1994, comenzó a trabajar en la Oficina de Imprenta del Gobierno local. Fue nombrada directora y gerenta del Museo de las islas Malvinas en 2002. Desde 2016 ha sido presentadora de Children's Corner en el Servicio de Radio de las Islas.